# Teleiofili
Teleiofili innebär sexuell attraktion riktad mot vuxna individer vars pubertetsutveckling är fullgången. Eftersom detta är normen inom de flesta samhällen, klassas det inte som någon parafili.

## Betydelse
Teleiofili handlar om någons sexuella dragning till en vuxen (men ej efter klimakteriet) människa. Biologiskt och evolutionärt är detta en logisk dragning, eftersom den underlättar parbildning i en ålder där människor är som mest fruktsamma och kapabla att ta hand om sin avkomma. Denna dragning har genom skillnaden i fruktsamhet också större chans att ärvas vidare till en persons ättlingar.
Ibland delas åldersspannet upp i två underkategorier, där den egentliga teleiofilin motsvarar en dragning till människor i 20- och 30-årsåldern. Detta åtskiljs då från mesofili, där en person har en tydlig dragning till personer i 40- och 50-årsåldern.

## Termens historik
Termen, hämtad från grekiskans téleios ('fullvuxen'), myntades år 2000 av den kanadensiske sexologen Ray Blanchard. Som begrepp är teleiofili mindre vanligt förekommande, men det har en plats i resonemang omkring olika sorters kronofilier och övergrepp.
Bland annat använde Blanchard begreppet 2005 i samband med en jämförande vetenskaplig studie, som undersökte skillnaden i sexuell upphetsning baserad på åldern hos sexuella förövare. Här jämförde man rent konkret pedofiler, hebefiler och teleiofiler. Studieresultaten visade att denna upphetsning inte skilde sig alls mellan dessa tre kategorier av människor, men att yngre personer upplevde en högre sexuell upphetsning än äldre (i alla tre kategorierna). Blanchard är medveten om de olika kronofila begreppens kontroversiella karaktär, och som forskningstermer föredrar han numera paraplytermerna erotisk – inte sexuell – ålderspreferens (olika kronofilier), erotisk objektspreferens (inklusive olika fetischismer) och erotisk aktivitetspreferens (kinks av olika slag eller andra sexuella intressen).